# Pavel Fedoelev
Pavel Anatoljevitsj Fedoelev (Russisch: Павел Анатольевич Федулев) is een beruchte Russisch zakenman en oligarch uit het Oeralgebied, die momenteel in voorarrest zit voor aanklachten van verduistering, meineed, valsificatie van documenten en verantwoordelijkheid voor massale onrust. In de jaren 90 stond hij bekend als 'de wodkakoning van de Oeral'.
In het boek Poetins Rusland van Anna Politkovskaja is een heel hoofdstuk gewijd aan zijn activiteiten en zijn connecties met de politiek, waardoor criminele aanklachten tegen hem altijd mislukten.
Fedoelev was in de jaren 90 actief in een Jekaterinenburgs bedrijf dat 'Palenka'-wodka fabriceerde. Vervolgens werkte hij samen met Andrej Jakoesev om aandelen te verkrijgen in een vleesfabriek en andere fabrieken in Jekaterinenburg. Zakelijke concurrenten werden daarbij uit de weg geruimd of bedreigd. Aanklachten tegen zijn handelen werden afgebroken en openbaar aanklagers die zaken behandelden werden ontslagen, in elkaar geslagen of allebei. Jakoesev werd in 1995 vermoord voor zijn huis. Volgens Politikovskaja was Fedoelev de belangrijkste verdachte, maar er werd nooit een onderzoek naar de moord gedaan.
Volgens Politikovskaja werd Fedoelev onder andere beschermd door politieofficier Nikolaj Ovtsjinnikov, die stelselmatig aanklachten tegenhield, waardoor Fedoelev zich kon verrijken. Eind jaren 90 moest hij toch naar de gevangenis wegens fraude. Nadat hij in 2000 de gevangenis weer verliet was hij echter wel zijn controle over de wodkaindustrie kwijt. Bij het pogen om zijn wodka-emperium weer te herwinnen, kreeg te maken met een mislukte moordaanslag.
In april 2004 werd Fedoelev wederom verdeeld tot 3 jaar gevangenisstraf voor zwendel met effecten van Katsjkanarski GOK. Hij viel echter onder een amnestieregeling in verband met het feit dat het 55 jaar geleden was dat de Tweede Wereldoorlog was gewonnen.
Ovsjinnikov, die lid werd van Verenigd Rusland, werd in 2003 door president Vladimir Poetin aangesteld tot vice-premier van het Ministerie van Binnenlandse Zaken en hoofd over het federale bureau voor het bestrijden van de georganiseerde misdaad. In 2004 vloog Poetin naar de Oeral voor het openen van een van Fedoelevs fabrieken. Fedoelev was ook een tijdlang afgevaardigde voor de Doema van Jekaterinenburg.
In 2003 waren ongeveer 200 gewapende en gemaskerde ondergeschikten van Fedoelev betrokken bij een poging de macht over te nemen bij het marktbedrijf Oborosnabsbyt. Dit ging gepaard met veel geweld en leverde ruim 30 miljoen roebel aan kosten op. Voor deze poging tot machtsovername en een aantal zaken daaromheen met betrekking tot onder andere verduistering werd Fedoelov op 1 november 2006 gearresteerd. Onduidelijk is of hij ook wordt aangeklaagd voor de moord op 2 mannen, die werden gevonden bij Pelym in 2005. Zij zouden van plan zijn geweest om een aantal bedrijven van ondernemer malik Gajsin, die Fedoelev in handen had gekregen, terug te geven aan Gajsin. De aanklachten uit het proces uit 2004, waarvoor Fedoelev amnestie werd verleend, worden ook in het huidige proces meegenomen.